# Port lotniczy Busuanga-Francisco B. Reyes
Port lotniczy Busuanga im. Francisco B. Reyes (IATA: USU, ICAO: RPVV) – krajowy port lotniczy położony w Coron, na wyspie Busuanga na Filipinach.

## Linie lotnicze i połączenia
| Linia Lotnicza | Kierunek                                      |
| -------------- | --------------------------------------------- |
| AirSWIFT       | 1. El Nido 2. Manila                          |
| Cebgo          | 1. Cebu 2. Clark (od 30 marca 2025) 3. Manila |
| PAL Express    | 1. Cebu 2. Clark 3. Manila                    |
| Sunlight Air   | 1. Cebu 2. Clark 3. Manila                    |